# اللجنة الفرعية للعلاقات الخارجية في مجلس الشيوخ الأمريكي حول أوروبا والتعاون الأمني الإقليمي
اللجنة الفرعية للعلاقات الخارجية في مجلس الشيوخ الأمريكي حول أوروبا والتعاون الأمني الإقليمي (بالإنجليزية: United States Senate Foreign Relations Subcommittee on Europe and Regional Security Cooperation)‏ هي أحد اللجان الفرعية السبع التابعة للجنة العلاقات الخارجية في مجلس الشيوخ.

## إختصاصها
تتعامل هذه اللجنة الفرعية مع جميع المسائل المتعلقة بعلاقات الولايات المتحدة مع دول في أوروبا و الاتحاد الأوروبي ومنظمة حلف شمال الأطلسي، والمنظمات الحكومية الدولية الإقليمية مثل منظمة الأمن والتعاون في أوروبا (باستثناء دول آسيا الوسطى التي تقع ضمن اختصاص اللجنة الفرعية للشرق الأدنى وشؤون جنوب آسيا). وتشمل المسؤوليات الإقليمية لهذه اللجنة الفرعية جميع القضايا التي تدخل ضمن المنطقة الجغرافية، بما في ذلك المسائل المتعلقة بما يلي: (1) الإرهاب والحد من انتشار؛ (2) الجريمة والجريمة النظمة والمخدرات غير المشروعة؛ (3) برامج المساعدة الخارجية للولايات المتحدة. (4) تعزيز التجارة والصادرات الأمريكية . بالإضافة إلى ذلك، هذه اللجنة الفرعية لديها مسؤولية عالمية للتعاون الأمني الإقليمي.

## الاعضاء، مجلس الشيوخ 117
| الأغلبية | الأقلية |
| --- | --- |
| - جين شاهين، نيوهامبشير، الرئيس - بين كاردين، ماريلاند - كريس ميرفي، كونيتيكت - كريس فان هولن، ماريلاند - كريس كونز، ديلاوير | - رون جونسون، ويسكونسن، كبار الأعضاء - جون باراسو، وايومنغ - ميت رومني، يوتا - روب بورتمان، أوهايو - تود يونغ، إنديانا |
| بحكم المنصب | |
| - بوب مينينديز، نيو جرسي | - جيم ريش، أيداهو |

## وصلات خارجية
- لجنة مجلس الشيوخ للعلاقات الخارجية
- اختصاص اللجنة الفرعية للعلاقات الخارجية في مجلس الشيوخ